# Piotr Jurowski
Piotr Jurowski (ur. 23 sierpnia 1965) – polski okulista, doktor habilitowany medycyny, adiunkt i profesor nadzwyczajny w II Katedrze Chorób Oczu Wydziału Wojskowo-Lekarskiego Uniwersytetu Medycznego w Łodzi. 
Dyplom lekarski zdobył na Wydziale Lekarskim łódzkiej Wojskowej Akademii Medycznej (WAM) i na tej uczelni został zatrudniony. Doktoryzował się w 2000 roku na podstawie pracy "Ocena stężenia tlenku azotu w cieczy wodnistej w warunkach fizjologicznych oraz po usunięciu soczewki i wszczepieniu twardych i miękkich (zwijalnych) sztucznych soczewek wewnątrzgałkowych w badaniach doświadczalnych u królika". Habilitował się w 2007 roku na podstawie oceny dorobku i rozprawy "Ocena czynników stabilizujących struktury wewnątrzgałkowe przed urazem termicznym w czasie pracy fakoemulsyfikatora, w badaniach doświadczalnych u królika". 
Pracuje jako kierownik kliniki i profesor zwyczajny w II Katedrze Chorób Oczu oraz w Klinice Okulistyki i Rehabilitacji Wzrokowej Uniwersyteckiego Szpitala Klinicznego nr 2 im. WAM w Łodzi.
Jest członkiem Polskiego Towarzystwa Okulistycznego (oddział łódzki, sekcja chirurgii zaćmy i chirurgii refrakcyjnej, członek zarządu głównego). W 2012 roku został redaktorem naczelnym w zakresie zaćmy w ramach internetowego serwisu edukacyjnego dla lekarzy okulistów utworzonego przez Polskie Towarzystwo Okulistyczne wraz z wydawnictwem Elsevier. Zasiada w radzie naukowej kwartalnika "OphthaTherapy. Terapie w okulistyce".
W pracy klinicznej i badawczej specjalizuje się w diagnostyce i chirurgicznym leczeniu zaćmy. Swoje prace publikował w czasopismach krajowych i zagranicznych, m.in. w Klinice Ocznej.